# M66-Gruppe

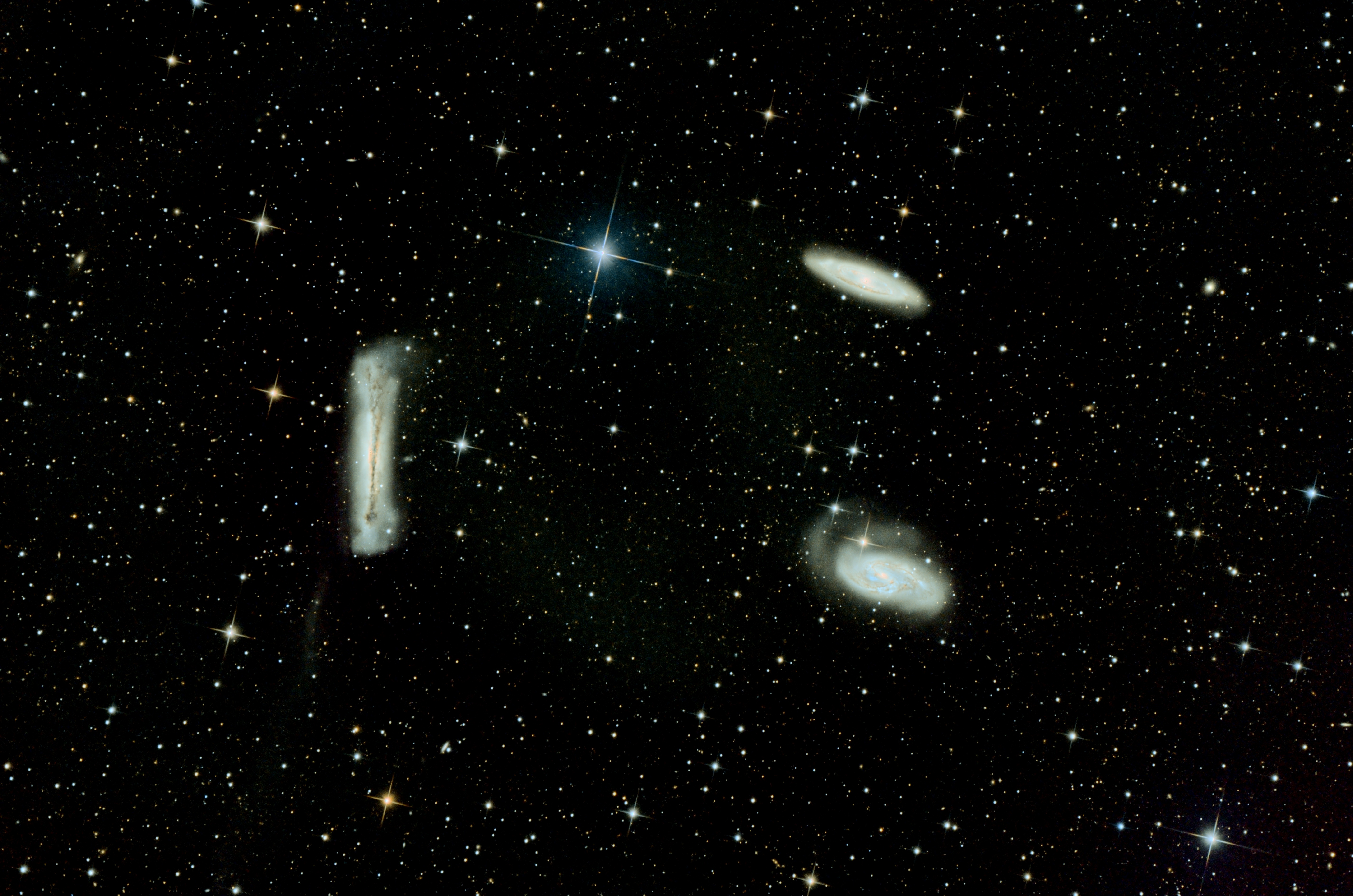
Das Leo-Triplett

Die M66-Gruppe, auch bekannt als Leo-Triplett, ist eine kleine Galaxiengruppe in Sternbild Löwe. Sie liegt ungefähr 35 Millionen Lichtjahre entfernt.
Die Galaxiengruppe enthält Messier 65 und 66 sowie die Spiralgalaxie NGC 3628. Sie wird häufig als Untergruppe (Arp 317) der Leo-I-Gruppe geführt. Halton Arp gliederte seinen Katalog ungewöhnlicher Galaxien nach rein morphologischen Kriterien in Gruppen. Dieses Galaxientriplett gehört zu der Klasse Gruppen von Galaxien.